# 福田薫 (実業家)
福田 薫（ふくだ かおる、1903年（明治36年〉1月14日 - 1968年（昭和43年）12月19日）は、日本の実業家。日本経済新聞社元常務取締役。日本教育テレビ（現：テレビ朝日）元代表取締役副社長。日経映画社（現：日経映像）元取締役。

## 経歴
佐賀県佐賀市出身。東京都新宿区在籍。福田国作の長男に生まれる。1928年（昭和3年）早稲田大学商学部を卒業後、中外商業新報社（現：日本経済新聞社）に入社。相撲部の記事からキャリアをスタートさせた。
社会・通信各部長、編集局長次長を経て、総務局長に昇進。1947年（昭和22年）取締役に就任。1949年（昭和24年）辞任し、夕刊中外新聞社長に就任。
1952年（昭和27年）日本経済新聞社との合併により、同社取締役工務局長に転じ、1954年（昭和29年）3月常務大阪支社長となる。1956年（昭和31年）4月業務担当となり、日本短波放送取締役を兼務。1964年（昭和39年）11月日本教育テレビ代表取締役副社長に挙げられ、1967年（昭和42年）8月総務局調査局担当を委嘱される。
のちに日本経済新聞社社長になる圓城寺次郎との激しい権力争いに敗れ、当時子会社である日本教育テレビの副社長として左遷させられたという。

## 人物
趣味は日本画。宗教は日蓮宗。

## 家族
- 妻・つる（1908年（明治41年）12月1日生）
- 長男・洋（1931年（昭和6年）1月23日生） 
早稲田大学卒[2]。横浜ゴム元常務取締役[2][5]。
- 次男・潮（1933年（昭和8年）1月3日生） 
早稲田大学卒[2]。日本石油ガス（現：ENEOS）元社長[2]。
- 三男・澹（1934年（昭和9年）10月8日生） 
慶應義塾大学卒[2]。関西電通元ラジオテレビ局長[6]。アド電通大阪社長[7]。
  - 孫・淳（1965年（昭和40年）7月26日生） 
スピーディ代表取締役社長。STARTO ENTERTAINMENT代表取締役CEO。